# Stam (plant)

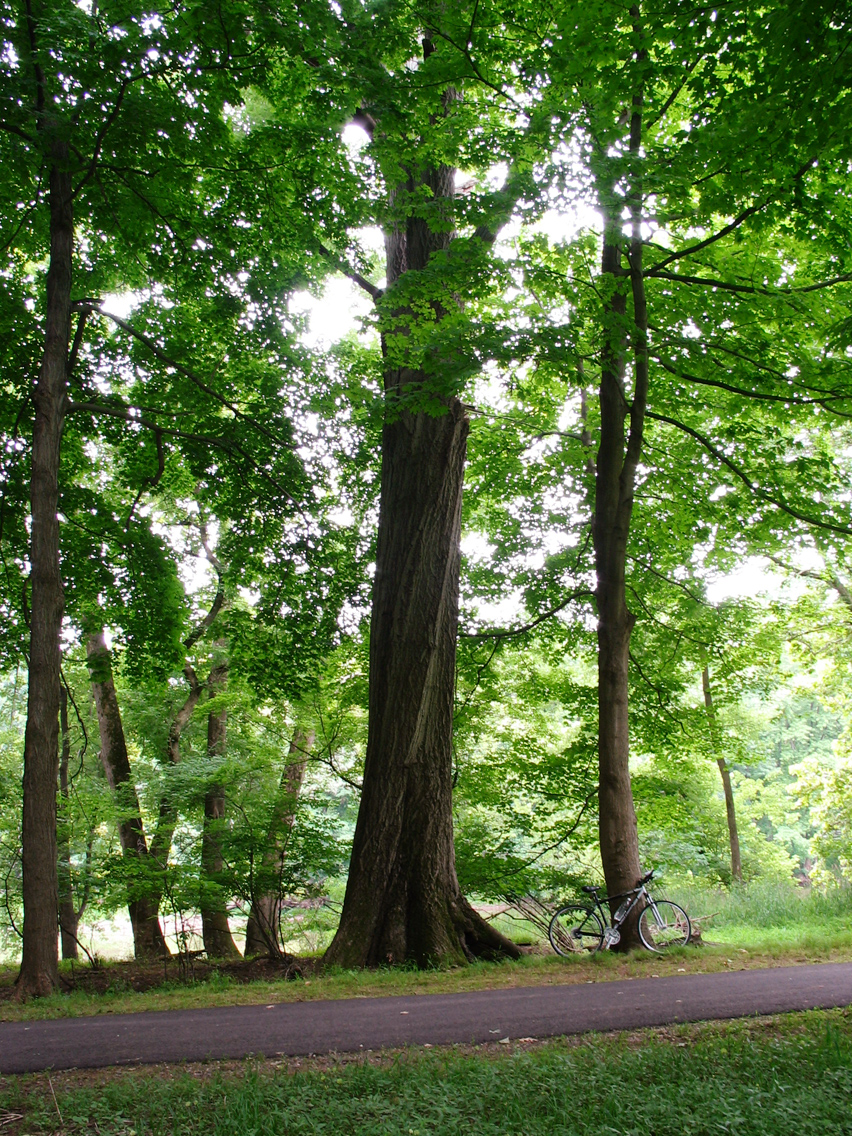
Stam met draaigroei van Amerikaanse eik

De stam is de verhoute hoofdstengel van de boom, het centrale gedeelte van een boom. De stam wordt gedragen door de wortels en draagt zelf de kroon met de takken. De stam ontwikkelt zich door secundaire diktegroei en wordt meestal omgeven door een beschermende laag schors.

## Functie
De stam heeft verschillende eigenschappen. Zo biedt hij voldoende stevigheid bij sterke wind. De voedingsstoffen en water worden door de stam getransporteerd tussen de wortels en bladeren. Bij sommige bomen, zoals de mammoetboom, kan de bast van de stam tegen bosbrand enige bescherming bieden. 
Evolutionair lijkt het waarschijnlijk dat de stam is ontwikkeld doordat de hoogste plant het meeste zonlicht kon vangen. 
De stam wordt omgeven door de bast, die de boom bescherming biedt, en die vaak sterk verschilt tussen de boven- en de onderkant van de stam. 

## Stamomtrek
De stamomtrek is net als de diameter op borsthoogte een van de parameters om bomen en hun stammen, te classificeren en bomen met opmerkelijk hogere stamomtrek of diameter als uitzonderlijk te classificeren. De boom met de dikste stam ter wereld is de Árbol del Tule (Taxodium mucronatum) in Santa María del Tule, Mexico. Tot de boomsoorten met de dikste stammen behoren onder meer Afrikaanse baobabs, kustmammoetbomen zoals Hyperion en reuzensequoia's zoals General Sherman.

## Gebruik
De stam van een boom is de belangrijkste grondstof voor de winning van hout. 
Sommige stammen vertonen draaigroei, waardoor ze alleen nog maar geschikt zijn voor brandhout.